# توشامي كالفين
توشامي كالفين (من مواليد 4 أبريل 1996) هي عارضة أزياء وملكة جمال جامايكية تم تتويجها ملكة جمال الكون جامايكا 2022. ستمثل جامايكا في ملكة جمال الكون 2022.

## الحياة والتعليم
ولد كالفين ويعيش في سانت توماس ، جامايكا. حصلت على درجة البكالوريوس في العلوم الصحية من جامعة سنترال فلوريدا في أورلاندو ، فلوريدا ، الولايات المتحدة.

## الروابط الخارجية
- توشامي كالفين على إنستغرام